# Wiedeńska krew
Wiedeńska krew (niem.: Wiener Blut) – operetka Johanna Straussa (syna) w trzech aktach. Premiera miała miejsce 26 października 1899 roku w Wiedniu. Libretto zostało napisane przez Victora Léona i Leo Steina.

## Historia powstania utworu
Wiosną 1899 roku, na kilka miesięcy przed śmiercią Straussa, zwrócił się do niego Carl Jauner, dyrektor Karlstheater, z propozycją napisania nowej operetki. 73. letni kompozytor nie czuł się już na siłach, by podjąć się tak wymagającej pracy. Jauner znajdował się jednak w trudnej sytuacji finansowej i nie myślał łatwo ustępować. Victor Léon (którego Strauss znał już z okresu współpracy nad Symplicjuszem) wspólnie z Leo Steinem mieli naprawdę  dobry pomysł libretta i Jauner nie chciał stracić tej szansy. Wspólnie z librecistami i przy poparciu, żony Straussa, Adeli, Jauner zaproponował, aby Strauss wybrał stare utwory, spośród częściowo zapomnianych albo w ogóle dotąd nie publikowanych, a opracowanie operetki powierzył Léonowi, który mógłby dokonać wszystkiego co niezbędne zgodnie z sugestiami kompozytora.
Strauss zapoznał się z projektem libretta i uznał go za istotnie niezły. Wyszukał stare polki i walce, w tym tytułowy Wiener blut z 1873 roku i polecił zaprzyjaźnionemu wydawcy Józefowi Weinbergerowi uporządkowanie strony prawnej przedsięwzięcia. Weinberger musiał między innymi wykupić prawa autorskie do części utworów, publikowanych w ciągu wielu lat, u różnych wydawców i na różnych warunkach. Selekcją utworów i dopisaniem do nich tekstów zajęli się Léon i Stein. Opracowanie muzyczne: dorobienie uwertury, zinstrumentowanie itp. powierzono zgodnie z życzeniem Straussa kapelmistrzowi Theater an der Wien Adolfowi Müllerowi juniorowi. Strauss postanowił efekty ich pracy zobaczyć dopiero na premierze. Nie dożył jej jednak. Zmarł 3 czerwca 1899 roku.

## Osoby
| Rola                                                                | Głos         | Aktor z premiery 25 października 1899 |
| ------------------------------------------------------------------- | ------------ | ------------------------------------- |
| Książę Ypsheim-Gindelbach, premier księstwa Reuss-Schleiz-Greiz     | baryton      | Eduard Steiberger                     |
| Baldwin hrabia Zedlau, poseł księstwa Reuss-Schleiz-Greiz w Wiedniu | tenor        | Julius Spelmann                       |
| Gabriela, jego żona                                                 | sopran       | Marie Marker                          |
| Hrabia Bitowski                                                     | rola mówiona | Rudolf Schildkraut                    |
| Franzisca Cagliari, tancerka z Kärtnertortheater                    | sopran       | Ilona Szoyer                          |
| Kagler, jej ojciec, właściciel karuzeli                             | baryton      | Anton Julus                           |
| Pepi Pleininger, modystka                                           | sopran       | Betty Stojan                          |
| Józef, kamerdyner hrabiego Zedlau                                   | tenor        | Louis Treumann                        |
| Anna, pokojówka panny Cagliari                                      | sopran       | Tini Senders                          |

## Treść

### Akt I

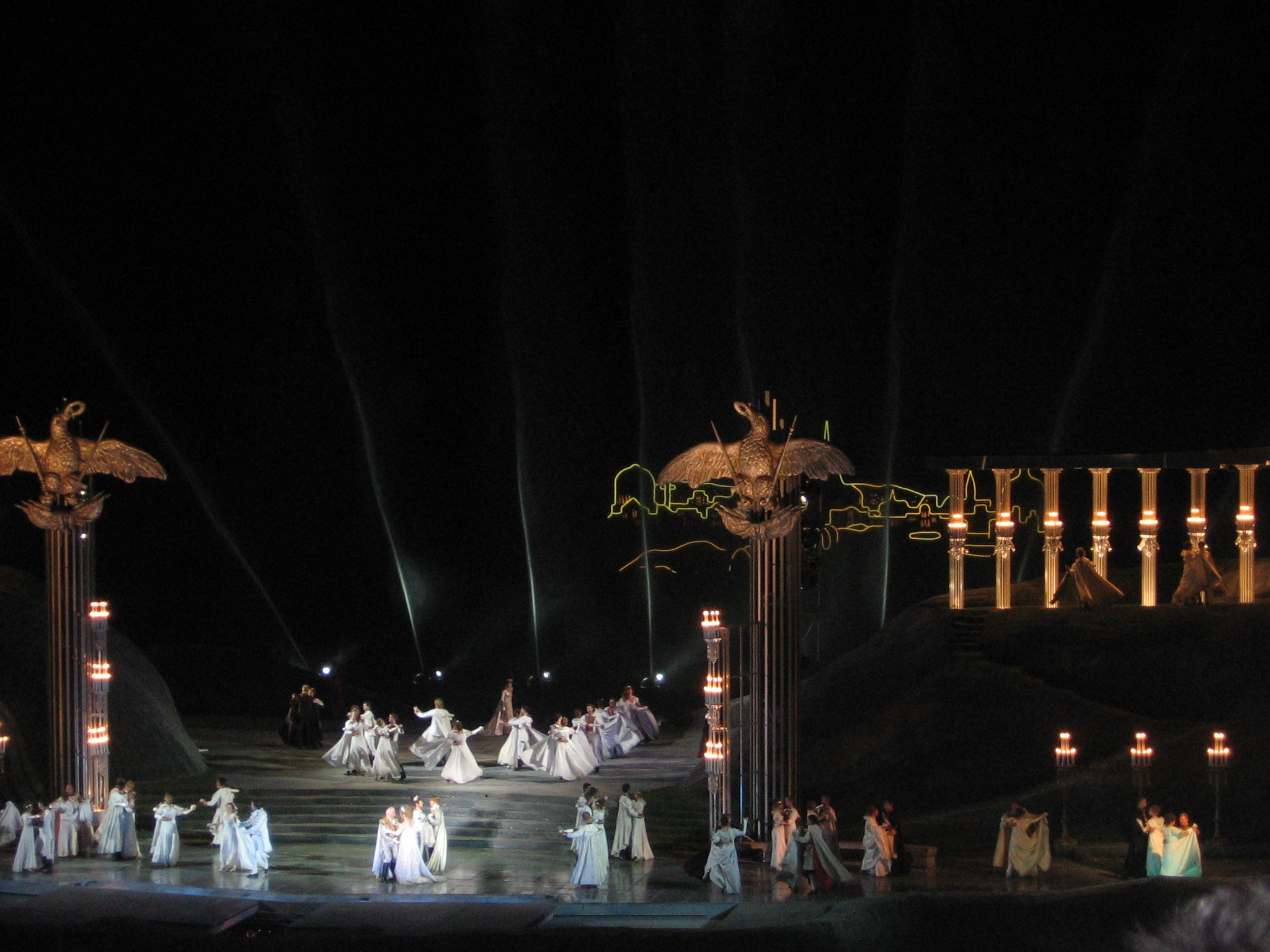
Przedstawienie Wiedeńskiej krwi na festiwalu w Mörbisch, Austria

Akcja operetki rozgrywa się podczas "tańczącego kongresu" w 1815 roku w Wiedniu. Józef, kamerdyner hrabiego Baldwina Zedlau, ambasadora księstwa Reuss-Schleiz-Greiz, szuka z polecenia księcia Ypsheim, premiera księstwa, swego pana. W rezydencji hrabiego odkrywa nową ofiarę jego miłosnych podbojów, tancerkę Franzi Cagliari. Zazdrosnej, z powodu 5-dniowej nieobecności hrabiego, kochance Józef tłumaczy, że do Wiednia przyjechała żona hrabiego Gabriela, z którą hrabia rozstał się wkrótce po ślubie. Ona wiedeńska dama nie była wówczas w stanie znieść prowincjonalnej nudy życia w księstwie Reuss-Schleiz-Greiz i uciekła do rodziców. Nie chcąc aby Gabriela natknęła się na Franzi hrabia umieścił ją w swym mieszkaniu w centrum miasta i aby rozwiać podejrzenia od kilku dni nie odstępuje jej na krok.
Powracającego hrabiego (Als ich ward ein Mann) Franzi wita krótką awanturą (duet: O du, du, du!). Szybko jednak wszystko mu wybacza i przygotowuje dla ukochanego powitalny obiad. Tymczasem hrabia dyktuje Józefowi miłosny liścik do prześlicznej modystki, którą poznał dziś rano, będąc z żoną z wizytą u krawcowej (Du süsse Zuckertaubel). Zaprasza w nim dziewczynę na wieczorną zabawę do Hietzingu, po czym wybiega, by doręczyć jej zaproszenie. Po jego wyjściu do pałacu przychodzi narzeczona Józefa, modystka Pepi. Przynosi Franzi złą wiadomość kostium, w którym Franzi miała tańczyć na balu hrabiego Bitowskiego, nie będzie mógł być przerobiony na czas, tak by pasował na tancerkę. Okazuje się jednak, że pasuje na Pepi i to ona zastąpi Franzi. A po balu Józef zabierze Pepi na zabawę w Hietzingu (duet: Drausst in Hietzing). Po wyjściu Pepi w pałacu zjawia się książę Ypsheim-Gindelsbach, który przyszedł do hrabiego, by pomówić z nim o jego, coraz gorszej, reputacji. Dziś rano widział hrabiego na mieście z jakąś nieznaną kobietą, jak przypuszcza, kochanką, o której plotkuje już cały Wiedeń. W pałacu zastaje tylko Franzi i jej ojca Kaglera, właściciela karuzeli, których omyłkowo bierze za żonę i teścia hrabiego.
W pałacu zjawia się z kolei hrabina Zedlau (Grüss dich Gott), którą książę Ypsheim widział dziś rano i uważa za kochankę hrabiego. Oburzony jej bezczelnością, próbuje pozbyć się jej z domu. Nadchodzi wreszcie i hrabia i by jakoś wybrnąć z sytuacji, daje księciu znaki by przedstawił Franzi jako swoją żonę. Książę rozumiejąc, że trzeba ratować reputację podwładnego w oczach żony, przedstawia jako księżnę Gabrielę i opuszcza z nią pałac.

### Akt II
Na balu u hrabiego Bitowskiego hrabia Zedlau tańczy ze swą żoną (Ach wer Zächlt). Gabriela prosi męża o wyjaśnienie sytuacji, która miała miejsce w pałacu. Hrabia tłumaczy więc, że książę chce zerwać swój związek z Franzi, która jest jego kochanką, dlatego skorzystał z obecności Gabrieli, by ją przedstawić jako swoją żonę. Hrabina postanawia na razie nie drążyć sprawy. Rozmowa schodzi na temat rozkładu ich małżeństwa. Gabriela, która kiedyś miała za złe mężowi brak wiedeńskiej krwi, stwierdza, że Baldwin jest całkiem interesującym mężczyzną, a i hrabia czuje, że chyba na nowo zakochał się w swojej żonie (duet: Wiener blut).
Tymczasem musi sobie radzić z bieżącymi problemami. Franzi nie wierzy mu, że Gabriela jest jego żoną. Podejrzewa, że to kolejna kochanka, z którą ją zdradza. I nie daje się hrabiemu przekonać. Kiedy Franzi odchodzi, Baldwin natyka się na piękną modystkę, która ma wystąpić w balecie. Wręcza jej więc bilecik, którego nie zdołał wcześniej doręczyć, a Pepi zaskoczona rozpoznaje pismo swego narzeczonego, Józefa. Początkowo odmawia hrabiemu spotkania, gdy jednak okazuje się, że Józef ma podejrzanie zajęty wieczór, na złość narzeczonemu zgadza się pojechać do Hietzingu.
Hrabia, pewny że Pepi mu nie odmówi, odmawia kolejno żonie i Franzi wyjazdu do Hietzingu, tłumacząc, że ma ważną konferencję z księciem. Gabriela widząc hrabiego z tańczącą na balu Pepi, bierze ją za ową sławną tancerkę-kochankę hrabiego. Przypuszcza, że to z nią hrabia chce spotkać się w Hietzingu. Postanawia więc udać się tam w towarzystwie księcia, który nic nie wie o żadnej konferencji, a uważając nadal Gabrielę za tancerkę i kochankę hrabiego, cieszy się, że może odbić ją podwładnemu na jeden wieczór (Die Wienerstadt).
W pewnym momencie wokół księcia gromadzą się wszystkie trzy kobiety i wszystkie biorą się nawzajem za kogoś innego. Hrabia i Józef milczą jak grób i nieporozumienie na razie się nie wyjaśnia.

### Akt III
Na zabawę w Hietzingu trafiają wszyscy zainteresowani. Oddzielne altany zajmują trzy pary. Pierwszą – Gabriela i książę. Ten jednak rejteruje, kiedy wreszcie dowiaduje się, że Gabriela nie jest tancerką, za którą ją dotąd brał, lecz żoną hrabiego, którego gniewu się obawia. Franzi towarzyszy Józef, który zostaje przez nią wysłany na przeszpiegi (Hier sind die Lauben). W trzeciej altance hrabia spotyka się z Pepi. Pepi rozwiewa jednak nadzieje hrabiego. Tymczasem Franzi i Gabriela spotykają się przypadkowo i zdają sobie sprawę, że w grę wchodzi jeszcze jakaś trzecia. Odkrywa ją ostatecznie Józef, który przychodzi ostrzec hrabiego, że na zabawę przyjechała Franzi, by wyśledzić jego poczynania. Próbuje się oburzać na Pepi, ta jednak przypomina mu, że przybyła tu zwabiona napisanym przez niego bilecikiem i zapewnia, że pomiędzy nią i hrabią do niczego nie doszło. Józef i Pepi godzą się. Hrabina wybacza hrabiemu (Stos an, stos an). A książę łączy się z Franzi, co z satysfakcją przyjmuje jej ojciec (Wiener blut).

## Losy sceniczne
Wiedeńska krew miała premierę 25 października 1899 roku w Carltheater. Nie odniosła jednak sukcesu, na który jej twórcy liczyli, i który jej przepowiadano: wiedeńska publiczność kochała muzykę Straussa, a przygotowano coś w rodzaju epitafium dla zmarłego niedawno mistrza. Słuchacze narzekali na zbyt wiele znajomych melodii, nie umieli też zaakceptować wplecionych w partyturę utworu walców, które znali z koncertów promenadowych i ogródkowych: Porannych gazetek (Morgenblätter), Lekkiej krwi (Leichtes blut), Nowego Wiednia (Neu-Wien) czy Wiedeńskiej krwi (Wiener blut). Operetka zeszła z afisza po trzech tygodniach. Rozczarowany Jauner żalił się: Nigdy nie zrozumiem ludzi. Najlepsze im nie smakuje... Na wystawieniu Wiedeńskiej krwi stracił ogromne sumy. Uwikłany w sytuację bez wyjścia w trzy miesiące później odebrał sobie życie. Kolejną próbę wystawienia utworu podjął zespół Carltheater w 1901 roku. W 1905 roku dyrekcja Theater an der Wien pokłóciła się z Aleksandrem Girardim i koniecznie potrzebowała spektaklu, który zapełniłby dziurę w repertuarze. Victor Léon zaproponował wówczas zapomnianą już niemal Wiedeńską krew, która tym razem przyjęta została z entuzjazmem. Spektakl szedł przy pełnej widowni przez 133 wieczory i Wiedeńska krew rozpoczęła swój triumfalny pochód przez świat. Powodzenie towarzyszy jej do dzisiaj. Jest czwartą, obok Zemsty nietoperza, Barona cygańskiego i Nocy w Wenecji, operetką Straussa, która niezmiennie utrzymuje się w światowym repertuarze.
Sukces utworu przyniósł lawinę adaptacji i przeróbek muzyki Straussa. W 1906 roku Reiterer opracował na podstawie Indyga - Tysiąc i jedną noc. W 1909 roku wystawiono w Raimundtheater Bogate dziewczęta oparte na Bogini rozsądku. W 1912 roku Theater an der Wien wystawił pod tytułem Błękitny bohater nową wersję Karnawału w Rzymie. W 1921 roku różne drobne utwory straussowskie złożyły się na operetkę Karnawałowe małżeństwo. W 1928 roku podobnie postąpił Ralph Benatzky w operetce Casanova. Największy sukces spośród tych utworów odniosły wystawione w 1930 Walce z Wiednia (Walzer aus Wien) Willnera, Reicherta i Ernsta Marischki, które wprowadziły na scenę postaci ojca i syna Straussów. Nawet one jednak nie powtórzyły sukcesu Wiedeńskiej krwi.